# Общество любителей естествознания, антропологии и этнографии
«Императорское общество любителей естествознания, антропологии и этнографии» (ИОЛЕАЭ) — общественная и научная организация Российской империи, объединявшая антропологов, этнографов, естествоведов, а также всех тех, кто интересовался этими дисциплинами, как хобби.

## История Общества

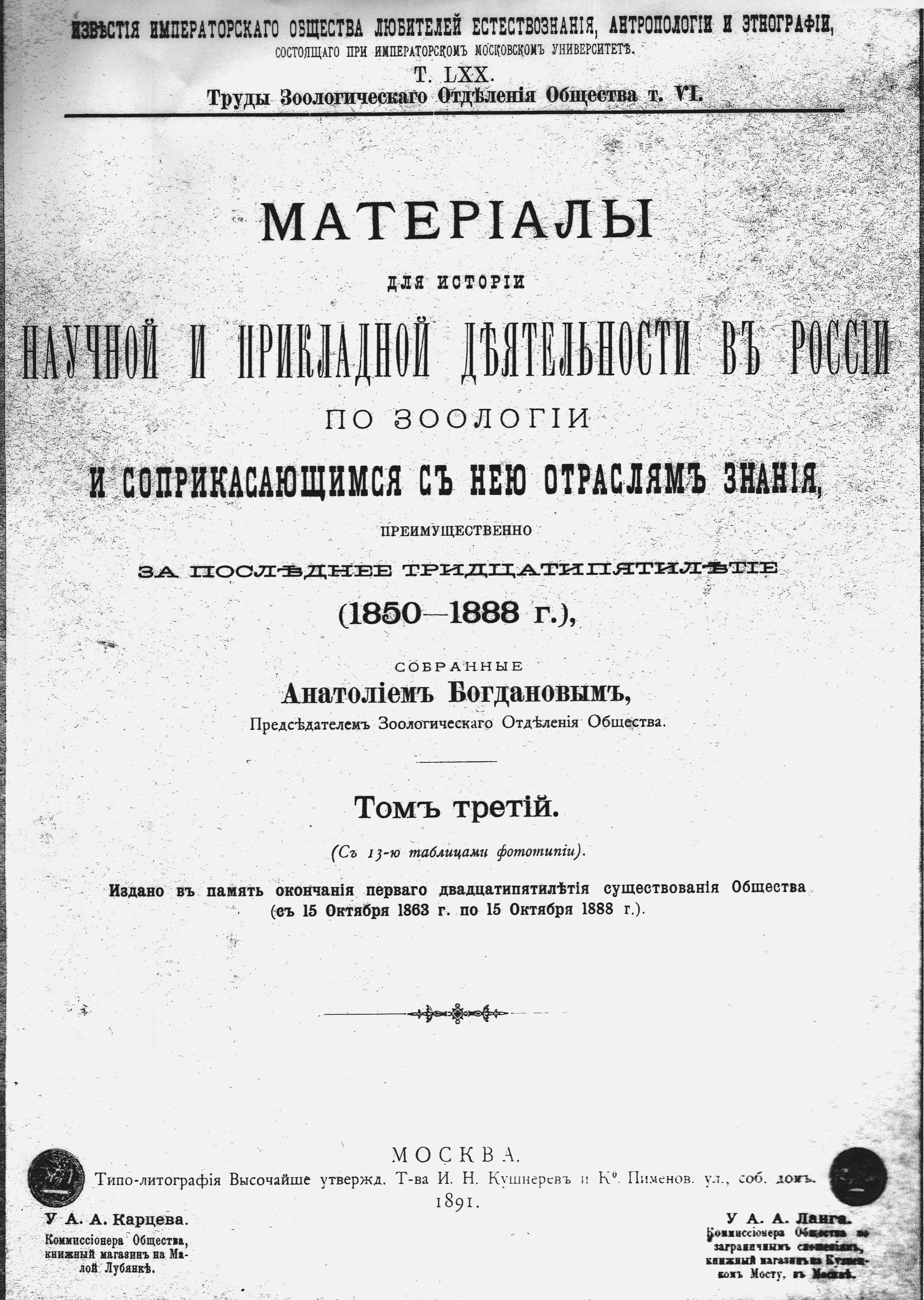
Труды зоологического отделения ИОЛЕАЭ, 1891

«Общество любителей естествознания, антропологии и этнографии» было основано при Императорском Московском университете в 1863 году и первоначально носило название «Общество любителей естествознания». Президентом общества был назначен профессор геологии Г. Е. Щуровский, вице-президентом — профессор математики А. Ю. Давидов, секретарем — хранитель Зоологического музея Н. К. Зенгер. По инициативе члена Общества и одного из основателей его, профессора зоологии и антропологии Московского университета А. П. Богданова, в 1864 году при обществе был создан отдел антропологии, занимавшийся коллекционированием и описанием черепов и скелетов, современных народных костюмов и предметов из народного быта, изучением населения губерний Московского учебного округа, ведением раскопок похоронных курганов и др. Устав Общества 1864 года так определял направления его деятельности: систематическое пополнение коллекции Зоологического и Минералогического музеев Московского университета, описание новых форм животных, растений и минералов, приобретение коллекций животных и минералов, организация экспедиций для собирания естественно-исторических предметов, издание трудов по естествознанию. Деятельность ИОЛЕАЭ была тесно связана также с организацией выставок находок, привезённых из экспедиций, и содействием финансированию естественных наук.
Для создания Этнографического музея при обществе в 1865 году был учрежден Комитет Русской этнографической выставки и музея.
В 1867 году был переработан устав общества (утверждён в 1868 году), а само общество получило название «Императорское общество любителей естествознания, антропологии и этнографии». В этом же году была организована Всероссийская этнографическая выставка в Манеже, экспонаты которой легли в основу Этнографического отдела при Румянцевском музее.
Общество имело право награждать медалями (золотыми, серебряными и бронзовыми) за научные исследования, а также за значительные пожертвования.
Для устройства Политехнической выставки 1872 года при обществе был создан особый комитет. В 1873 году при обществе был основан особый комитет по устройству Зоологического музея и антропологических собраний университета, преобразованный в 1877 году в Комитет антропологической выставки, давшей начало Антропологическому музею университета. В 1892 г. было основано отделение географии, проведена Географическая выставка, положившая начало Географическому музею.
В 1887 году ИОЛЕАЭ учредило первую научную премию им. В. П. Мошнина — за работы по физике и химии (из процентов с капитала в 8000 руб., завещанного В. П. Мошниным), а 1889 году премию за работы по антропологии (из капитала, пожертвованного профессором А. П. Расцветовым). Впоследствии Общество установило ещё две премии: имени А. П. Богданова — по зоологии и по биологии.
В 1892 году по инициативе географического отделения ИОЛАЭ в Историческом музее была организована географическая выставка, приуроченная к Международному конгрессу по доисторической археологии и антропологии, экспонаты которой послужили основой экспозиции географического музея Московского университета.
К концу 1913 года в составе общества было два отдела (антропологический, этнографический), восемь отделений (физических наук, зоологическое, ботаническое, химическое, географическое, физиологическое, бактериологическое, геологическое) и семь комиссий (музыкально-этнографическая, по народной словесности, воздухоплавательная, исследования фауны Московской губернии, планктонная, топографо-геодезическая, географо-педагогическая).
В 1931 году «Общество любителей естествознания, антропологии и этнографии» было включено в состав Московского общества испытателей природы (МОИП).

## Руководители Общества

### Президенты
- Г. Е. Щуровский (1863—1884)
- А. Ю. Давидов (1884—1885)
- А. П. Богданов (1886—1889)
- В. Ф. Миллер (1889—1890)
- Д. Н. Анучин (1890—1923)
- А. Н. Северцов (1923—1931)

### Председатели отделений
Антропологического
- Д. Н. Анучин
- И. Д. Беляев
- А. П. Расцветов

Этнографического
- Д. Н. Анучин
- Д. Н. Зернов
- В. Ф. Миллер (с 1881)[7]

Физических наук
- Н. Е. Жуковский
- А. Г. Столетов

Зоологического
- Н. Ю. Зограф

Ботанического
- К. А. Тимирязев

Химического
- В. С. Гулевич

Географического
- Д. Н. Анучин

Физиологического
- Л. З. Мороховец

Геологического
- А. П. Павлов

Бактериологического
- В. А. Тихомиров

## Издания Общества
При ИОЛЕАЭ издавалось несколько периодических изданий:
- Известия Общества любителей естествознания с 1866 года
- Этнографическое обозрение с 1889 года
- Землеведение с 1894 года
- Русский антропологический журнал с 1900 года
- Записки геологического отделения Императорского Общества любителей естествознания, антропологии и этнографии
- и др.